# Vlčeves
Vlčeves (německy Wiltschewes) je obec v okrese Tábor v Jihočeském kraji. Žije v ní 112 obyvatel.

## Historie
První písemná zmínka o obci pochází z roku 1379.

## Obyvatelstvo
| Rok            | 1869 | 1880 | 1890 | 1900 | 1910 | 1921 | 1930 | 1950 | 1961 | 1970 | 1980 | 1991 | 2001 | 2011 | 2021 |
| -------------- | ---- | ---- | ---- | ---- | ---- | ---- | ---- | ---- | ---- | ---- | ---- | ---- | ---- | ---- | ---- |
| Počet obyvatel | 591  | 625  | 607  | 578  | 538  | 525  | 440  | 347  | 336  | 263  | 185  | 129  | 95   | 72   | 109  |
| Počet domů     | 68   | 72   | 72   | 74   | 77   | 84   | 94   | 97   | 86   | 82   | 63   | 97   | 102  | 105  | 108  |

## Obecní správa
Mezi lety 1869–1975 Vlčeves byl obcí v okrese Tábor (1869–1930), poté v okrese Kamenice nad Lipou (1950) a později opět v okrese Tábor. Od 1. ledna 1976 do 23. listopadu 1990 patřil jako část obce k Mlýnům a od 24. listopadu 1990 je opět samostatnou obcí.

### Části obce
- Vlčeves
- Svatá Anna

### Obecní symboly
Znak a vlajka byly obci uděleny rozhodnutím předsedkyně Poslanecké sněmovny Parlamentu České republiky dne 24. února 2012.

## Galerie

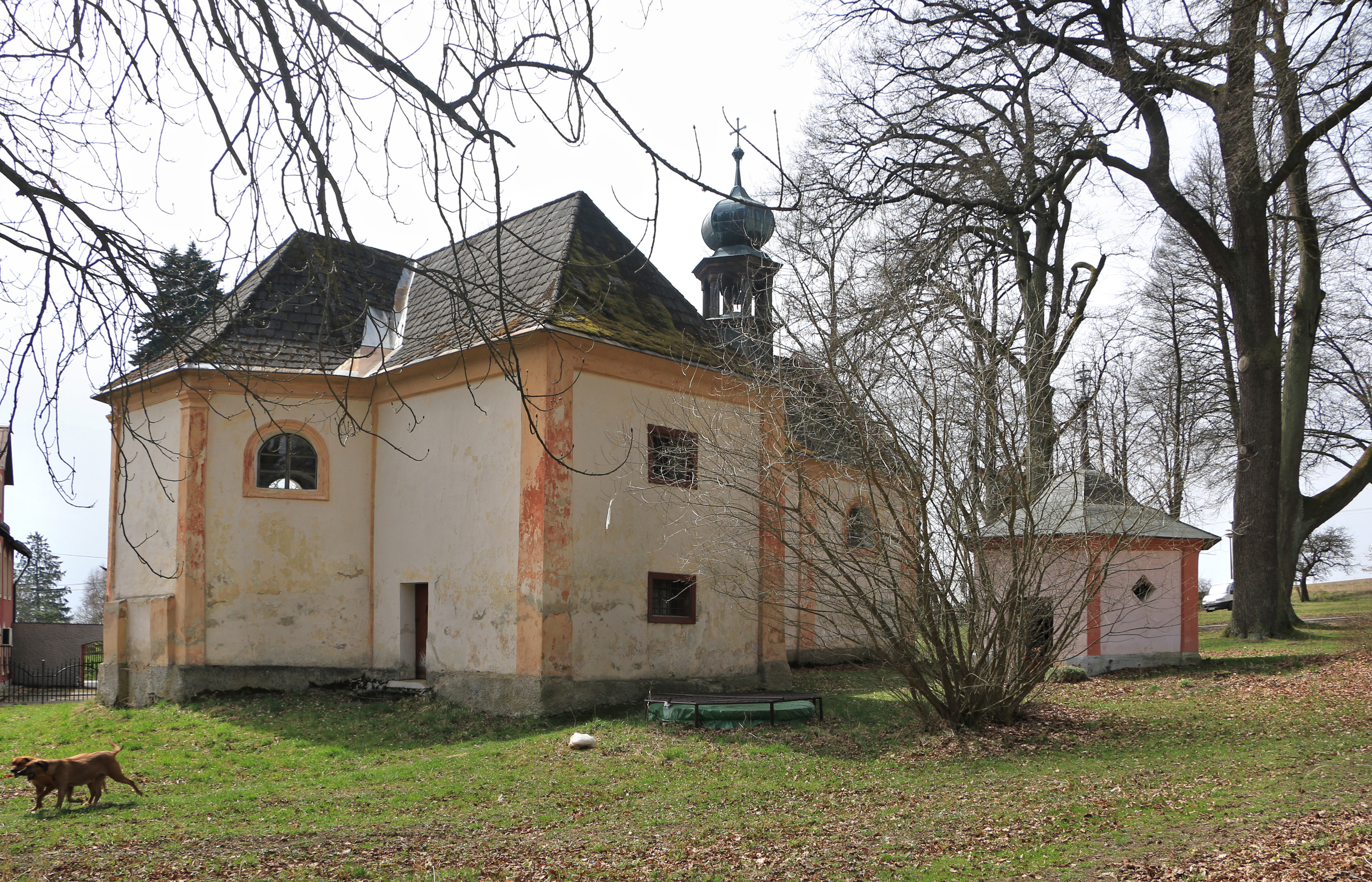
Kostel ve Svaté Anně
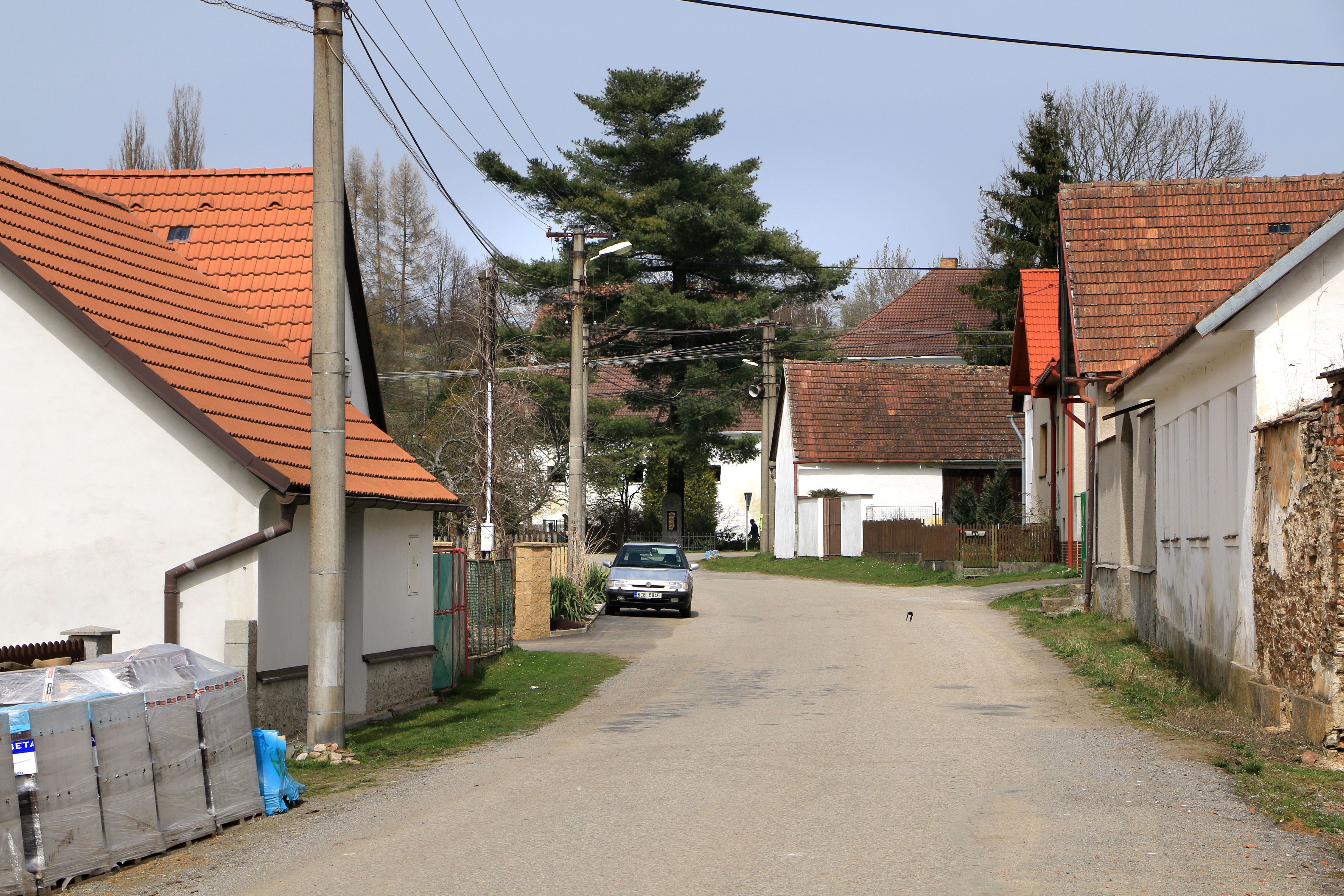
Hlavní silnice
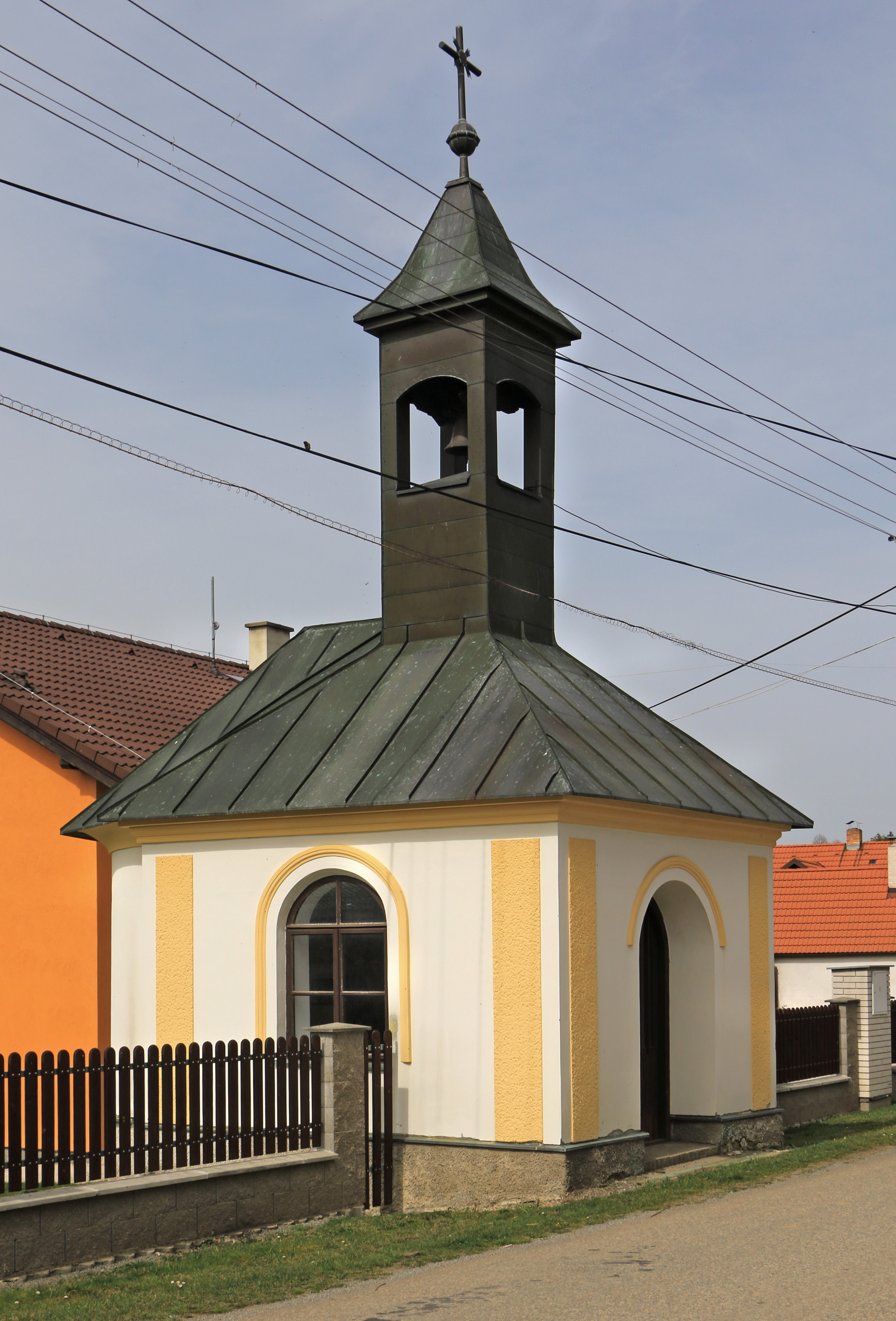
Kaple u hlavní silnice
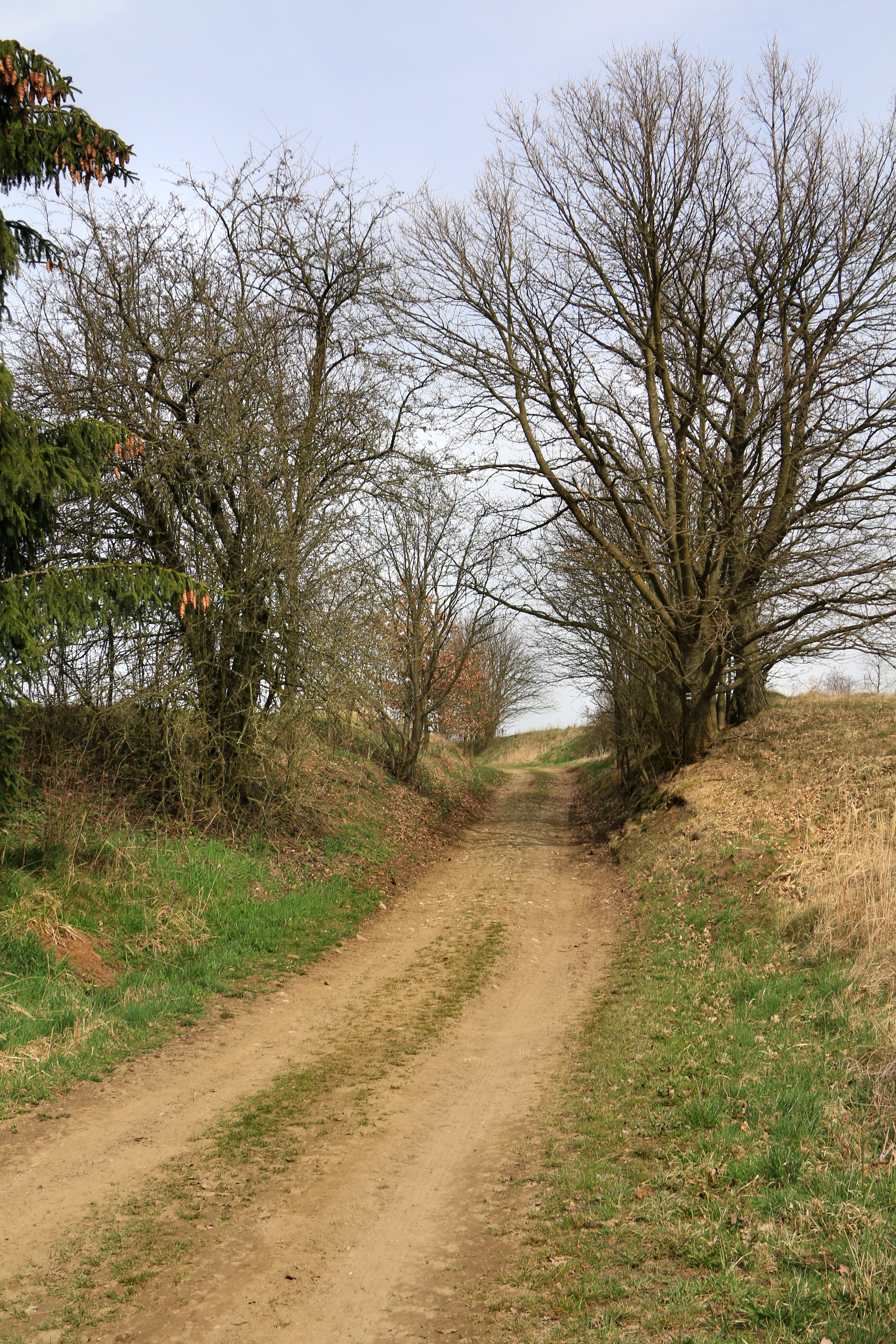
Polní cesta ke Svaté Anně